# Albertus-Magnus-Gymnasium Beckum
Das Albertus-Magnus-Gymnasium Beckum ist ein Gymnasium im westfälischen Beckum. Im Schuljahr 2020/2021 werden 840 Schüler von 81 Lehrern in 24 Fächern unterrichtet. Die Schule ist in den meisten Stufen vierzügig und bietet in der Oberstufe 10 Leistungskurse an (entspricht Fünfzügigkeit). Namenspatron ist seit 1960 Albertus Magnus, Bischof von Regensburg und Schutzpatron der Naturwissenschaftler.

## Geschichte
Der Magistrat von Beckum beschloss 1910 den Neubau einer weiterführenden Schule. Das humanistische Gymnasium wurde 1912, die hauseigene Kapelle 1913 eingeweiht. Die Koedukation wurde 1930 eingeführt. Ab 1933 stand die Schulerziehung unter dem Zeichen des Nationalsozialismus. Im Zweiten Weltkrieg mussten die Schüler ab 1943 als Flakhelfer dienen. Erst 1955 gab es wieder einen neuen Abiturabschlussjahrgang. Die höchste Schülerzahl verzeichnete die Schule mit annähernd 1400 im Jahr 1980, davon etwa 600 Jungen und 800 Mädchen.

## Schulprofil

### Sprachen
Folgende Sprachen werden angeboten: Englisch, Latein, Französisch und Spanisch.
Regelmäßige Leistungskurse gibt es in den Fächern Deutsch, Englisch, Mathematik, Biologie, Chemie, Physik, Erdkunde, Erziehungswissenschaft, Geschichte und Informatik.

### Außerunterrichtliche Ergänzungsangebote
Die seit 2000 intensivierten Bemühungen um eine Individualisierung und Differenzierung des Unterrichts und um außerunterrichtliche Ergänzungsangebote (LernZentrum) fanden 2008 ihren vorläufigen Höhepunkt in der Verleihung des Gütesiegels individuelle Förderung durch die Landesregierung NRW. Ein wichtiges Element stellt hier das Tutorenlernen dar. In Förderkursen werden zusätzliche Sprachzertifikate angeboten: das FCE, Cambridge Certificate in Advanced English, Diplôme d’Etudes en Langue Française und Diplomas de Español como Lengua Extranjera. Offener Unterricht, Projektarbeit, Freiarbeit oder soziales Lernen (wie die Magnus-Stunde) sind weitere Elemente fachübergreifender Förderung. Die methodische Vielfalt wird begünstigt durch einen seit 2008 auf Blockstunden umgestellten Stundenplan.

### Ganztag
Der Unterricht am AMG ist in Doppelstunden als kurzer Ganztag bis 15 Uhr mit einer einstündigen Mittagspause organisiert. In der Mittagspause gibt es ein vielfältiges Freizeitangebot sowie ein gesundes Mittagessen. 2009 wurde zunächst ein 'Offener Ganztag' eingerichtet: ein breites Angebot von Kursen, Aktivitäten und betreuten Räumen ermöglicht den Schulbesuch bis 15.50 Uhr und sichert deren Einbindung in ein pädagogisches Konzept (u. a. AGs, X-tra-Kurse, LernStarter, Wilde Stunde, Stille Runde, Schulaufgabenraum). Seit 2010 sukzessive Einführung des gebundenen Ganztags (also für alle verbindlich) bis täglich 15 Uhr.
Das AMG verfügt über drei Unterrichtsgebäude, die auf einem großzügigen, intensiv begrünten Schulgelände liegen. In dem Hauptgebäude von 1968 befinden sich die zum großen Teil hervorragend ausgestatteten naturwissenschaftlichen Fachräume sowie die Fachräume für Kunst und Musik, die Mensa sowie ein von Schülern gestalteter Kiosk. Das denkmalgeschützte, frisch renovierte Prudentiagebäude beheimatet heute vor allem die Oberstufe, während in dem Erweiterungsgebäude von 1978 die Mittelstufe unterrichtet wird. Für das Fach Sport stehen zwei eigene große Hallen zur Verfügung. Zahlreiche weitere Sportstätten liegen in direkter Nachbarschaft der Schule, so das Beckumer Freibad, das Hallenbad und das Jahnstadion.

### Schulverpflegung
Die Schule besitzt seit 1996 eine kommerzielle Cafeteria für die Schulverpflegung mit dem Hintergrund, dass 1995 der fünftägige Unterricht eingeführt wurde; durch einen Umbau des ehemaligen Fahrradkellers zur Mensa (2008) wurde den aktuellen Anforderungen des zunehmenden Ganztagsbetriebs Rechnung getragen. Für das Schuljahr 2013/2014 ist in der ehemaligen Cafeteria ein Kiosk geplant.

## Bedeutende Absolventen
- Wendelin Wiedeking (* 1952), ehemaliger Vorstandsvorsitzender der Porsche AG